# Burg Georgenburg
Die Burg Georgenburg war eine  Ordensburg des Deutschen Ordens im damals ostpreußischen Ort Georgenburg, heute Majowka.

## Geschichte

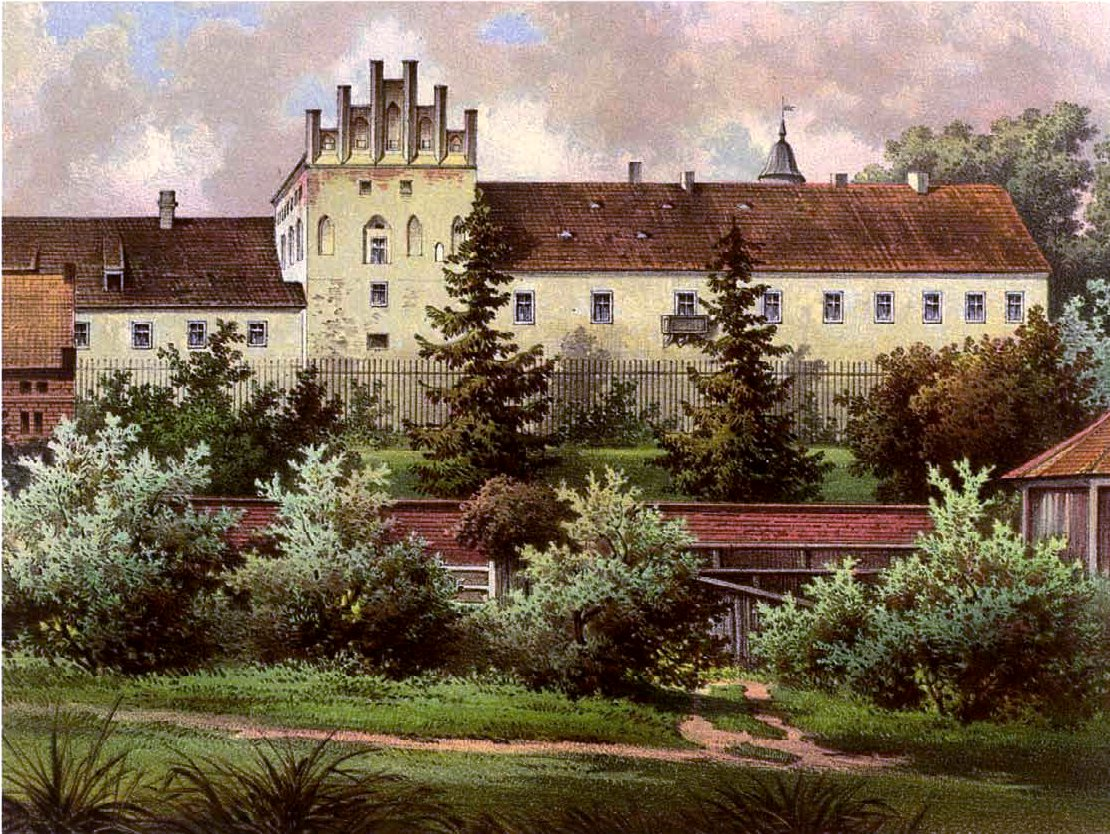
Burg Georgenburg, Sammlung Alexander Duncker

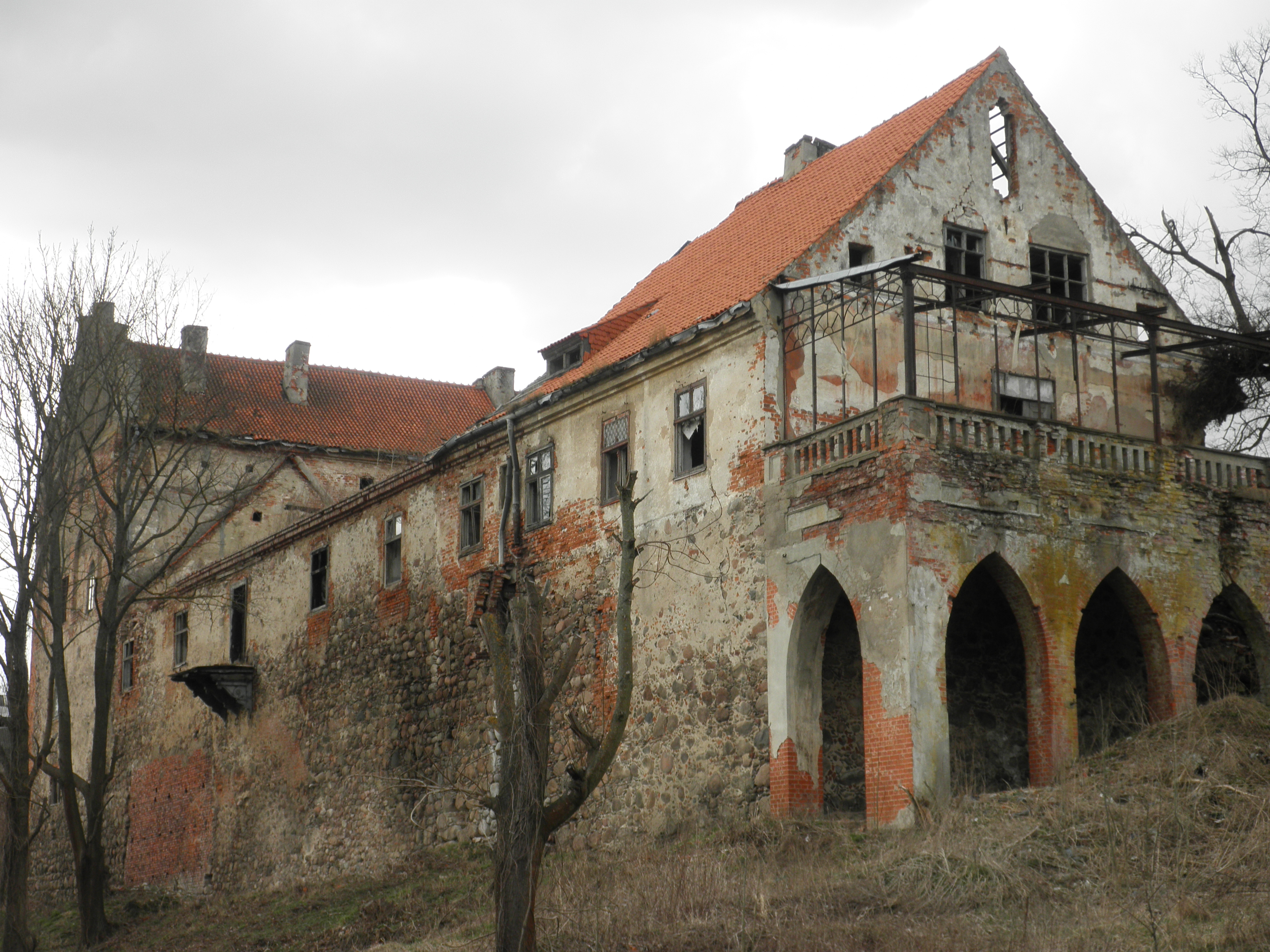
Zustand der Ruine 2013

Georgenburg war ein Gut des Bischofs von Samland, zu der schon in der Ordenszeit eine Stuterei gehörte. In unmittelbarer Nähe liegt eine weitere Ordensburg: Burg Insterburg. Die Georgenburg liegt am rechten Ufer der Inster und die Insterburg am linken Ufer der Angerapp. Die Burg entstand 1345, also noch vor der Aufteilung des Landes zwischen Bischof und Orden im Jahr 1352. 1364 und 1376 wurde die Burg von den Litauern zerstört und so wurde sie zwischen 1385 und 1390 in Stein erneuert. Dennoch wurde sie 1403 wiederum von den Litauern eingenommen. Nach der Umwandlung des Ordensstaates in das Herzogtum Preußen wurde die Georgenburg 1525 zu einem Kammeramt. 1657 wurde die Burg bei einem Tatarenüberfall beschädigt. 1679 besetzte der schwedische General Gustaf Horn die Burg.
1709 wurde die Burg eine Domäne. Unter den beiden Amtsräten von Keudel begann die erfolgreiche Pferdezucht in Georgenburg. Im Siebenjährigen Krieg wurde die Georgenburg von dem russischen Feldmarschall Stepan Fjodorowitsch Apraxin 1757 in Beschlag genommen. Um die französischen Kontributionen nach dem Frieden von Tilsit zahlen zu können, verkaufte der preußische Staat 1807 die Domäne Georgenburg. Bis 1828 besaß die Familie Schlechter das Gut mit der Burg, die sie ausbauen ließ.
1899 kam der Staat durch Rückkauf wieder in Besitz der prestigeträchtigen Domäne. Damit wurde Georgenburg zum Sitz des Landgestüts Insterburg. 1929 kam noch das Landgestüt Gudwallen hinzu. Von 1945 bis 1949 wurde das Gestüt als Kriegsgefangenenlager genutzt. Von den 250.000 Häftlingen, die es durchliefen, starben ca. 16.000. Seit kurzer Zeit gibt es Bestrebungen, das Gestüt wieder aufzubauen.